# Squamidium isocladum
Squamidium isocladum är en bladmossart som beskrevs av Brotherus 1906. Squamidium isocladum ingår i släktet Squamidium och familjen Meteoriaceae. Inga underarter finns listade i Catalogue of Life.